# Procladius johnsoni
Procladius johnsoni är en tvåvingeart som beskrevs av Roback 1980. Procladius johnsoni ingår i släktet Procladius och familjen fjädermyggor. Inga underarter finns listade i Catalogue of Life.